# Mirko Fait

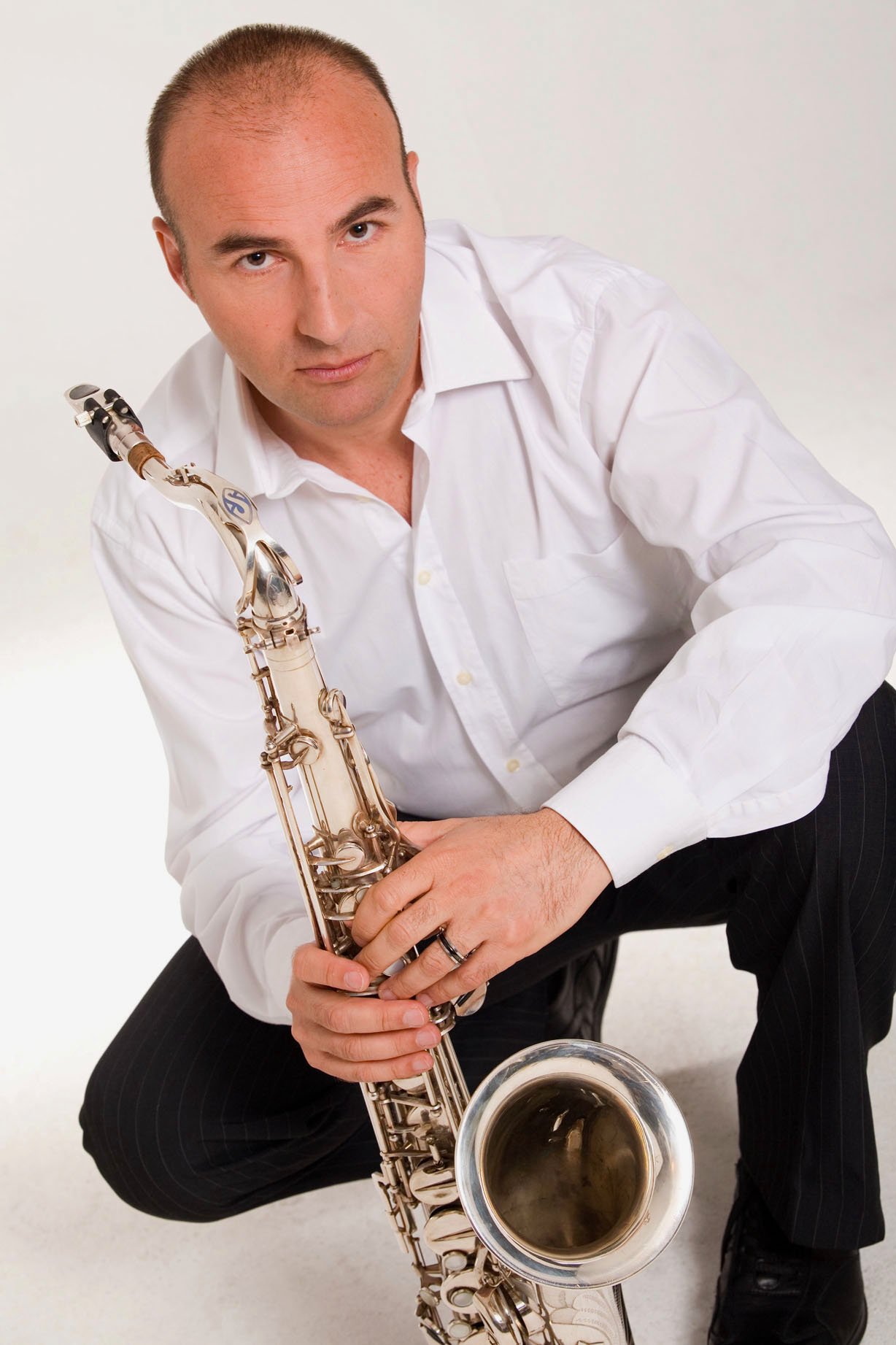
Mirko Fait (2010)

Mirko Fait (* 3. Juni 1965 in Mailand) ist ein italienischer Jazzmusiker (Sopran- und Tenorsaxophon, Komposition) und Musikproduzent.

## Wirken
Fait, der in einer Musikerfamilie aufwuchs, begann in den 1970er Jahren, Gitarre zu lernen. Erst in den 1990er Jahren begann er mit dem Saxophonspiel. Er wurde zunächst in Bergamo von Alberto Nacci unterrichtet, dann in Mailand von Michele Bozza, Giulio Visibelli und Emanuele Cisi im Zentrum Civica di jazz, das Franco Cerri und Enrico Intra leiteten; dann hatte er Unterricht bei Michael Rosen. 2002 begleitete er den kubanischem Musiker Gendrickson Mena Diaz. Fait hat in der Folge mit Michele Bozza, Marco Panascia, Roberto Piccolo, Germano Zenga, Jorge Gonzales, Gigi Cifarelli und Luigi Tognoli zusammengearbeitet. 2007 gründete er sein Fait Club Quintet; im Mantic Ensemble arbeitete er mit dem Pianisten Danilo Manto und dem Schlagzeuger Max Patrick. 2009 wurde er der künstlerische Leiter des Projektes United Jazz Artists of Milan. Mittlerweile ist er für die Jazzproduktionen des Labels Italian Way Music verantwortlich. Daneben ist er auch in Filmen wie Cado dalle nubi oder Imagine You and Me aufgetreten.”

## Diskographische Hinweise
- Mirko Fait / Gino Fioravanti / John Toso In a Whisper (Italian Way Music 2008)
- United Jazz Artists of Milan (Italian Way Music 2009)
- Mantic Ensemble Deep Lights (Italian Way Music 2010)
- Confidences (Jazz di Marca 2017, mit Roberto Piermartire, Antonio Zambrini, Giampiero Spina, Rodrigo Amaral, Roby Giannella)[2]